# Chateau Meiland La Dolce Vita
Chateau Meiland La Dolve Vita is een Nederlands televisieprogramma dat sinds 2025 uitgezonden wordt door SBS6 en online te kijken is via streamingdienst KIJK. In het programma wordt de familie Meiland, bestaande uit Martien Meiland, Erica Renkema, Montana Meiland en Maxime Meiland gevolgd tijdens hun zoektocht en verbouwing van hun vakantiehuis in Italië. Het programma is een spin-off van het programma Chateau Meiland, hier stamt tevens ook de programmanaam van af.

## Format

### Seizoen 1
Tijdens het eerste seizoen van het programma zet de familie Meiland hun zoektocht verder naar een vakantiehuis voor Martien, nadat dit in de voorgaande serie niet lukte. De zoektocht werd ditmaal wel verkleind van Europa naar enkel in Italië. De familie bezoekt verschillende potentiele zomerhuizen in verschillende plaatsen, waaronder Milaan, Mornico Losana, Comomeer en San Remo. In de laatste aflevering van het eerste seizoen koopt de familie een vakantiehuis.

### Seizoen 2
In het aankomende tweede seizoen staat het verbouwing van het vakantiehuis van Martien centraal. De familie reist af naar Italië om daar te beginnen met klussen.

## Seizoensoverzicht
| Seizoen | Uitzendtijden             | Aantal afleveringen | Start seizoen    | Start seizoen | Einde seizoen | Einde seizoen | Gemiddelde kijkcijfers |
| Seizoen | Uitzendtijden             | Aantal afleveringen | Datum            | Kijkcijfers   | Datum         | Kijkcijfers   | Gemiddelde kijkcijfers |
| ------- | ------------------------- | ------------------- | ---------------- | ------------- | ------------- | ------------- | ---------------------- |
| 1       | Maandag 20:30 – 21:30 uur | 8                   | 17 maart 2025    | 1.070.000     | 5 mei 2025    | 1.006.000     | 1.042.500              |
| 2       | Maandag 20:30 – 21:30 uur | 1 (1 sep)           | 1 september 2025 | n.n.b.        | n.n.b.        | n.n.b.        | n.n.b.                 |

## Achtergrond

### Ontstaan
Het programma is een direct vervolg op de serie Chateau Meiland en Route uit het najaar van 2024, waarin de familie Meiland opzoek ging naar een vakantiehuis ergens in Europa voor Martien. In dat programma werd geen vakantiehuis gevonden, maar wist de familie wel dat ze verder wilde zoeken voor een vakantiehuis in Italië. Op 20 november 2024 kondigde Erica Renkema aan dat de zoektocht naar een vakantiehuis in een vervolgserie zal worden voortgezet. Het programma werd in januari 2025 officieel aangekondigd met de titel Chateau Meiland La Dolce Vita.

### Productie en ontvangst
De opnames van de serie gingen in januari 2025 van start en werd hoofdzakelijk in Italië gefilmd. Het eerste seizoen van het programma ging op maandagavond 17 maart 2025 van start op televisiezender SBS6 en werd bekeken door 1.070.000 kijkers. Daarnaast is het programma online te bekijken via streamingdienst KIJK. De eerste aflevering werd door zowel kijkers als televisierecensenten positief ontvangen, zo gaf Veronica Superguide het programma vier sterren en schreef dat Martien en zijn broer Jaap een gouden televisie-duo vormde. Wegens de positieve ontvangst en relatief hoge kijkcijfers werd het programma verlengd met een tweede seizoen, deze staat gepland op 1 september 2025 van start te gaan.